# Bunovići
Bunovići je naselje u Boki kotorskoj, u općini Kotor. 

## Zemljopisni položaj
Naseljeno mjesto Bunovići spada u mikroregiju Grbalj, oblast Donji Grbalj.

## Stanovništvo

### Nacionalni sastav po popisu 2003.
- Srbi -  1

## Crkve u Bunovićima
- Crkva Svete Petke[1]